# ميخائيل دي جونغ
ميخائيل دي جونغ (بالهولندية: Michael De Jong)‏ هو عازف قيثارة هولندي، ولد في 1945.

## وصلات خارجية
- ميخائيل دي جونغ على موقع ميوزك برينز (الإنجليزية)
- ميخائيل دي جونغ على موقع ديسكوغز (الإنجليزية)
- الموقع الرسمي